# Parafia Matki Bożej Jasnogórskiej w Bobrownikach
Parafia Matki Bożej Jasnogórskiej w Bobrownikach – rzymskokatolicka parafia  należąca do dekanatu Łowicz-Katedra w diecezji łowickiej.
Parafia liczy 1951 wiernych.

## Historia
W 1950 arcybiskup warszawski Stefan Wyszyński rozpoczął starania o pozwolenie na budowę nowej świątyni. Po uzyskaniu zgody  w 1979, budowę, według projektu Janusza Kalberczyka, rozpoczęto 2 sierpnia 1980 roku. 17 maja 1981 biskup pomocniczy warszawski – Jerzy Modzelewski dokonał aktu wmurowania kamienia węgielnego, poświęconego przez papieża Jana Pawła II. Arcybiskup Józef Glemp poświęcił kościół 12 czerwca 1982, a 15 września 1982 – utworzył parafię.

## Proboszczowie
Lista na podstawie:
- 1981–1985 : ks. Eugeniusz Ledwoch
- 1985–1993 : ks.  Bolesław Sławomir Gorzkowski
- 1993–1995 : ks. Stanisław Banach
- 1995–2000 : ks. Tadeusz Adamus
- 2000–2001 : ks  Maciej Mroczkowski
- 2001–2012 : ks. Maciej Zakrzewski
- 2012–2023 : ks. Piotr Sapiński
- 2023: ks. Tomasz Wodnicki (administrator)
- od 2023: ks. Sylwester Łajszczak

## Zasięg parafii
Do parafii należą wierni z następujących miejscowości: Bobrowniki, Parma, Placencja i Polesie (część).